# Тениски савез Републике Српске
Тениски савез Републике Српске ја кровна спортска организација која окупља све тениске клубове на територији Републике Српске. Тениски савез Републике Српске организује сва такмичења у тенису на територији Републике Српске. Савез организује семинаре и испите за тениске судије у Републици Српској. Сједиште савеза се налази у Бањалуци.

## Такмичења у организацији ТСРС
- Првенство Републике Српске у тенису категоријама 10,12,14,16,18, сениори и ветерани
- Међународни тениски турнири из календара Тенис Европа, ИТФ и АТП календара

## Организација савеза
Садашњи предсједник Тениског савеза Републике Српске је Драшко Милиновић.
Највиши орган савеза је Скупштина, а Савезом руководе Управни и Стручни одбор

## Историјат
Тениски савези Српске и Србије су 27. априла 2011. године у Бањалуци потписали споразум о сарадњи и размјени искустава између тениских тренера, спортских радника и тенисера, те повезивању тениских турнира у Српској и Србији.
Тениски савез Босне и Херцеговине је основан Одлуком о оснивању Тениског савеза Босне и Херцеговине а на основу Одлука Тениског савеза Федерације БиХ и Тениског савеза Републике Српске о добровољном удруживању.
2022.године одржана је и свеčана Академија поводом 30 година постојања тениског савеза

## Тениски клубови Републике Српске
- Тениски клуб Добој, Добој
- Тениски клуб Младост, Бања Лука
- Тениски клуб Др. Младен Стојановић, Приједор
- Тениски клуб Борац, Бања Лука
- Тениски клуб Прохема, Брчко
- Тениски клуб Бања Лука, Бања Лука
- Тениски клуб Елит, Бања Лука
- Тениски клуб Сол, Брчко
- Тениски клуб Ас, Бијељина
- Тениски клуб Топ спин, Бијељина
- Тениски клуб Браћа Ковачевић Градишка
- Тениски клуб Србац, Србац
- Тениски клуб Олимп Прњавор
- Тениски клуб Слобода, Нови Град
- Тениски клуб Фоча, Фоча
- Тениски клуб Ања Бијељина
- Тениски клуб Новак, Дервента
- Градски тениски клуб Бијељина

## Занимљивости
У спортској дворани Борик је 30. новембра 2009. одржан егзибициони меч између Новака Ђоковића и Виктора Троицког. Меч је одржан под покровитељством Владе Републике Српске.